# Инцидент с танкером Enrica Lexie
Инцидент с танкером Enrica Lexie — итальянско-индийский вооружённый инцидент в Аравийском море у побережья Индии 15 февраля 2012 года.

## История

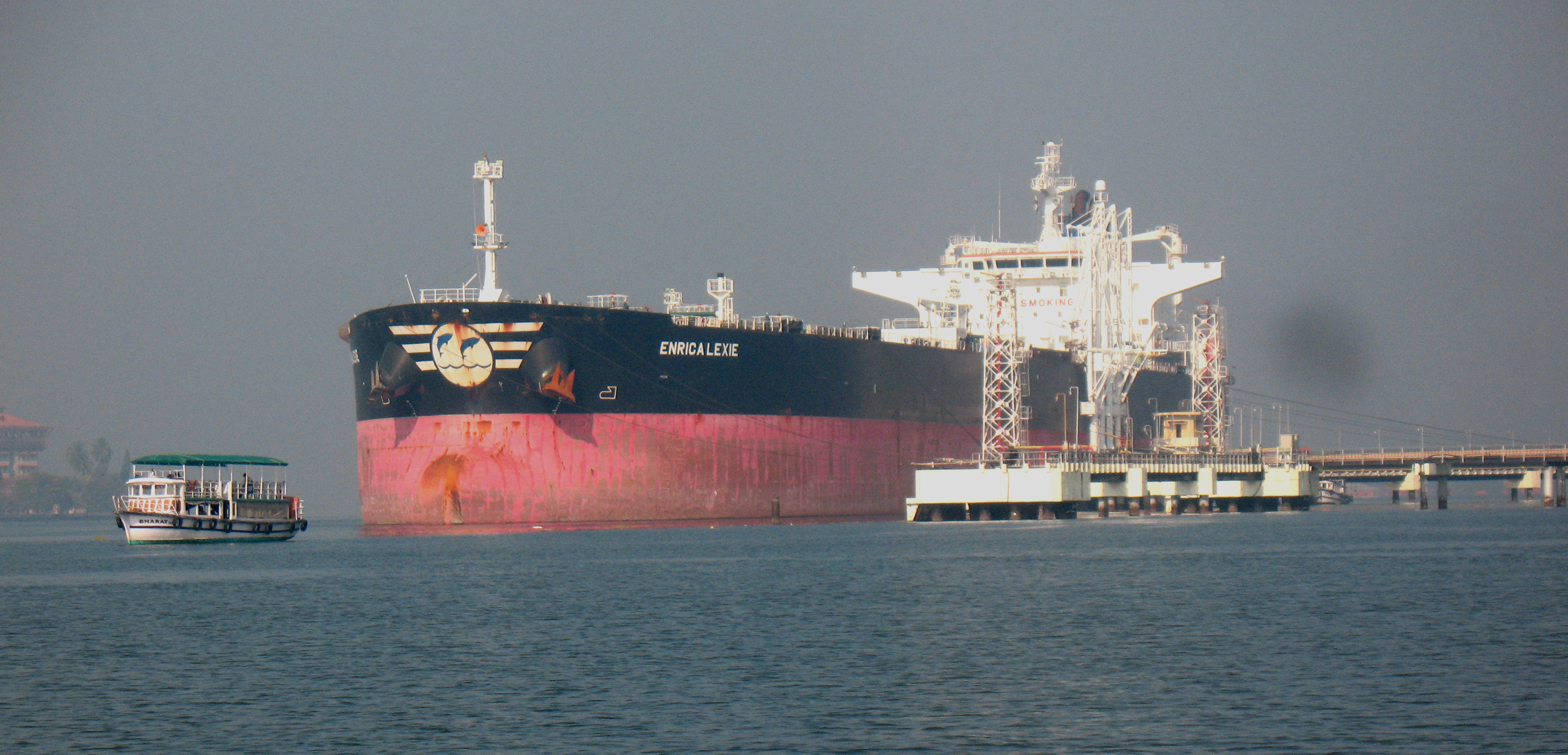
Танкер Enrica Lexie в порту Кочи.

Частный танкер под итальянским флагом Enrica Lexie 15 февраля 2012 года находился у побережья индийского штата Керала, следуя в Египет с экипажем из 34 человек, шестеро из которых были военнослужащими полка морской пехоты «Сан Марко» (Reggimento «San Marco») с задачей охранять судно от возможного пиратского нападения, поскольку его маршрут пролегал через опасные воды в районе Сомали. Около 16.30 по местному времени индийское рыболовное судно приблизилось к танкеру примерно на 300 метров, и двое итальянских военных, Массимилиано Латорре (Massimiliano Latorre) и Сальваторе Джироне (Salvatore Girone), сочтя его манёвры агрессивными, открыли огонь на поражение и убили двоих граждан Индии — Аджеша Пинки (Ajesh Pinky) 25 лет и Селестиана Валентине (Selestian Valentine) 45 лет.
После этого Enrica Lexie был перехвачен береговой охраной Индии и его заставили прибыть в порт Кочи. Позднее министр иностранных дел Италии Джулио Терци заявил, что это было сделано путём обмана: капитану танкера сказали, что требуется его участие в опознании подозреваемых в пиратстве. Но министр иностранных дел Индии Салман Куршид отверг обвинение в обмане.
19 февраля 2012 года Латорре и Джироне были арестованы индийскими властями по обвинению в убийстве.

## Дипломатический кризис

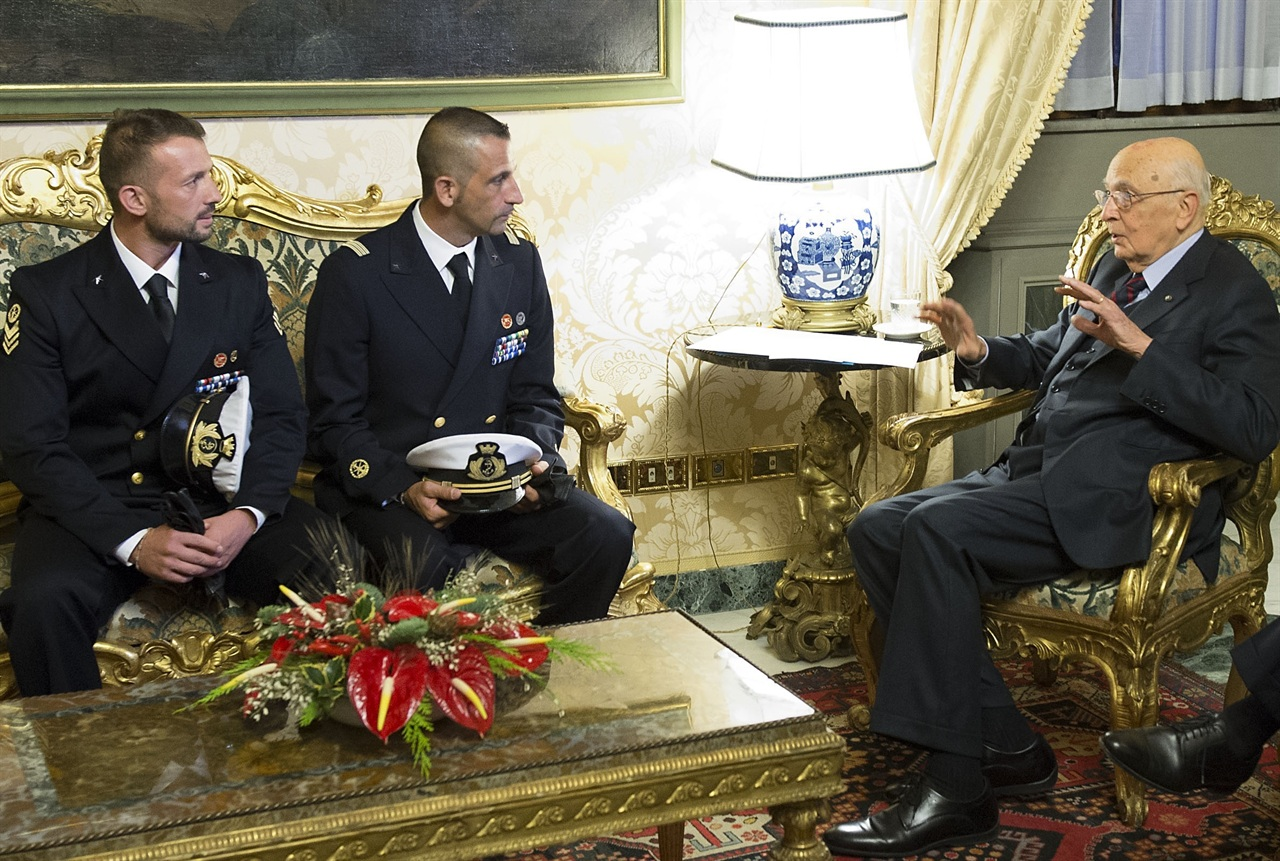
Встреча президента Италии Джорджо Наполитано с М. Латорре (крайний слева) и С. Джироне 22 декабря 2012 года.

Особенность правовой стороны конфликта составляет вопрос о правомочности индийского правосудия давать юридическую оценку происшествию, поскольку оно имело место примерно в 20,5 морских милях от побережья Индии и вне её территориальных вод.
2 мая 2012 года Верховный суд Индии позволил Enrica Lexie покинуть порт Кочи, в котором танкер находился всё время после инцидента, 30 мая 2012 года М. Латорре и С. Джироне были освобождены из-под ареста под обязательство ежедневной регистрации в отделении полиции и при условии изъятия у них паспортов. В декабре 2012 года правительство Италии добилось от Верховного суда штата Керала разрешения обоим военнослужащим приехать домой на Рождество, 3 января 2013 года они вернулись в Индию. Вторично они приехали на родину для участия в выборах 24-25 февраля 2013 года, после которых правительство Монти пыталось предотвратить их обратный отъезд в Индию, но во избежание крупного дипломатического конфликта было вынуждено отказаться от своих намерений.
1 сентября 2014 года министр обороны Италии Роберта Пинотти прибыла в Индию с намерением посетить военнослужащих, которые проживали в здании итальянского посольства, ожидая суда (Латорре накануне визита министра был доставлен в неврологическое отделение одной из больниц Нью-Дели). Министр иностранных дел Федерика Могерини сделала заявление о твёрдом намерении добиться возвращения обоих граждан Италии на родину.
14 сентября 2014 года Массимилиано Латорре, получив разрешение Верховного суда Индии пройти четырёхмесячный курс лечения ишемии на родине, прибыл на базу морской пехоты в Гротталье, где его встретили министр обороны Роберта Пинотти, начальник Генерального штаба Италии и начальник Главного штаба морской пехоты, а затем в сопровождении конвоя полиции и морской пехоты приехал к себе домой.
14 января 2015 года Верховный суд Индии продлил на три месяца разрешение Латорре на лечение в Италии. По словам судьи Анила Р. Даве (Anil R. Dave), итальянский посол в Индии должен подписать официальный документ, гарантирующий возвращение военнослужащего в Индию по окончании этого срока.
15 января 2015 года Европейский парламент принял резолюцию с требованием репатриации обоих итальянских граждан и передачи их в юрисдикцию итальянского суда, а также уполномочил верховного представителя Евросоюза по иностранным делам Федерику Могерини принять все необходимые меры для достижения «справедливого, быстрого и приемлемого» решения проблемы. 16 января пресс-секретарь индийского правительства Сайед Акбаррудин (Syed Akbarrudin) назвал эту резолюцию «неуместной», поскольку дело морских пехотинцев находится на рассмотрении индийского суда.
9 апреля 2015 года Верховный суд Индии разрешил Массимилиано Латорре остаться в Италии до 15 июля 2015 года.

## Рассмотрение дела в Международном трибунале по морскому праву
26 июня 2015 года по инициативе парламента Италии на основании конвенции ООН по морскому праву обратилась в международный суд для разрешения конфликта. Объявлено также о намерении добиться решения о невозвращении Латорре в Индию и приезде Джироне в Италию.
26 июля 2015 года индийский прокурор П. С. Наршима (P.S. Narshima) в интервью газете The Hindu заявил, что Международный трибунал по морскому праву в Гамбурге, чьё заседание по инциденту с танкером Enrica Lexie назначено на 10 августа, не обладает правом рассматривать происшествия на территории Индии.
24 августа 2015 года Международный трибунал в Гамбурге большинством 15 голосов против 6 принял решение, обязывающее Индию прекратить её собственное расследование инцидента, но требование изменить меру пресечения, применённую к морским пехотинцам, не последовало.
2 мая 2016 года Международный трибунал в Гааге постановил, что проживающий в итальянском посольстве в Индии Сальваторе Джироне может до окончания судебного рассмотрения его дела находиться у себя дома, в Италии.
26 мая 2016 года Верховный суд Индии принял к немедленному исполнению решение Гаагского трибунала о возвращении Джироне в Италию на весь период судебного разбирательства.
28 мая 2016 года Сальваторе Джироне вернулся в Италию на самолёте итальянских военно-воздушных сил рейсом из Абу-Даби. В римском аэропорту Чампино его встречали министр иностранных дел Паоло Джентилони и министр обороны Роберта Пинотти.
2 июля 2020 года Гаагский трибунал вынес вердикт о неподсудности ему итальянских морских пехотинцев, поскольку они действовали в рамках своих служебных обязанностей (их действия должны быть оценены итальянским судом). Тем не менее, трибунал также признал Италию виновной в нарушении свободы судоходства и обязал её компенсировать моральный ущерб семьям погибших рыбаков.
15 июня 2021 года Верховный суд Индии прекратил уголовные дела против Латорре и Джироне после уплаты Италией компенсации, установленной в апреле — 100 млн рупий (1,3 млн долларов США).